# Идеальные незнакомцы (телесериал)
«Идеальные незнакомцы» (англ. Perfect Strangers) — американский комедийный телесериал, который транслировался на ABC с 25 марта 1986 по 6 августа 1993 года. Сюжет разворачивался вокруг кузенов Ларри Эппетона (Марк Линн-Бэйкер), типичного белого мужчины со среднего запада, и Бэлки Бортикомуса (Бронсон Пиншо), который переезжает в Чикаго, штат Иллинойс из восточной Европы.
Ситком дебютировал в качестве замены в середине сезона весной 1986 года, транслируясь по вторникам между хитовыми шоу «Кто здесь босс?» и «Детективное агентство «Лунный свет»». До марта 1988 года шоу выходило по средам, а затем было перемещено на пятницу, становясь якорем нового пятничного блока TGIF. Ситком никогда не был хитом, хотя регулярно выигрывал в рейтингах свой временной интервал по пятницам. В своём последнем, восьмом сезоне из шести эпизодов, ситком по иронии судьбы попал в Топ 20 самых наблюдаемых шоу на телевидении.
Хотя Perfect Strangers никогда не достигал настоящего успеха, в 1989 году ABC выпустил его спин-офф, «Дела семейные», длившийся девять сезонов. В 1987 году Бронсон Пиншо номинировался на премию «Эмми» за лучшую мужскую роль в комедийном сериале. После своего завершения, ситком нашёл умеренный успех в синдикации, транслируясь на разных малых кабельных сетях вплоть до 2009 года.